# Bauhaus-Galan
Die Bauhaus-Galan (Eigenschreibweise BAUHAUS-Galan), zuvor auch Stockholm Bauhaus Athletics, ist ein jährlich stattfindendes internationales Leichtathletik-Meeting, das im Rahmen der Diamond-League-Serie in Stockholm ausgetragen wird. Die zu den größten Sportereignissen in Schweden zählende Veranstaltung findet seit 1967 im Olympiastadion statt und war bis 2014 als DN Galan bekannt, benannt nach der schwedischen Tageszeitung Dagens Nyheter (DN), dem langjährigen Hauptsponsor. Nach Abschluss eines Sponsorenvertrages mit der Baumarktkette Bauhaus trägt das Meeting seit 2015 den neuen Namen.

## Weltrekorde
In der Vergangenheit wurden bei der DN Galan einige Weltrekorde, insbesondere über die Mittel- und Langstrecken, aufgestellt. Allerdings hat davon keiner mehr Bestand.
Zuletzt schaffte dies Wilson Kipketer (Dänemark): Am 7. Juli 1997 stellte er über 800 Meter mit seiner Zeit von 1:41,73 min den bestehenden Rekord ein und verbesserte ihn in derselben Saison noch zwei Mal. Als am 5. Juni 1993 Richard Chelimo (Kenia) bei der DN Galan die 10.000 Meter in 27:07,91 min gewann, war er erst der dritte Afrikaner, dem ein Weltrekord über diese Distanz gelang.
Bis zum 15. Juni 2025 war der einzige Weltrekord, der nicht über eine Laufstrecke aufgestellt wurde, dem Schweden  Patrik Sjöberg im Hochsprung gelungen. Am 30. Juni 1987 sprang er 2,42 m hoch. Nur Javier Sotomayor (Kuba) und Mutaz Essa Barshim (Katar) konnten diese Höhe bisher überbieten. Dann verbesserte der Schwede Armand Duplantis seinen eigenen Weltrekord im Stabhochsprung zum 12. Mal auf 6,28 m.

## Wettkampfbestleistungen

### Männer
| Art              | Rekord            | Athlet              | Herkunft           | Datum          |
| ---------------- | ----------------- | ------------------- | ------------------ | -------------- |
| 100 m            | 9,84 (0,0 m/s)    | Tyson Gay           | Vereinigte Staaten | 6. August 2010 |
| 200 m            | 19,77 (+0,6 m/s)  | Michael Johnson     | Vereinigte Staaten | 8. Juli 1996   |
| 400 m            | 43,50             | Jeremy Wariner      | Vereinigte Staaten | 7. August 2007 |
| 800 m            | 1:41,73           | Wilson Kipketer     | Dänemark           | 7. Juli 1997   |
| 1500 m           | 3:29,30           | Hicham El Guerrouj  | Marokko            | 7. Juli 1997   |
| 3000 m           | 7:25,79           | Kenenisa Bekele     | Äthiopien          | 7. August 2007 |
| 5000 m           | 12:51,60          | Daniel Komen        | Kenia              | 8. Juli 1996   |
| 110 m Hürden     | 12,91 (+0,2 m/s)  | Dayron Robles       | Kuba               | 22. Juli 2008  |
| 400 m Hürden     | 46,80             | Alison dos Santos   | Brasilien          | 30. Juni 2022  |
| 3000 m Hindernis | 7:59,42           | Paul Kipsiele Koech | Kenia              | 7. August 2007 |
| Hochsprung       | 2,42 m            | Patrik Sjöberg      | Schweden           | 30. Juni 1987  |
| Stabhochsprung   | 6,28 m DLR        | Armand Duplantis    | Schweden           | 15. Juni 2025  |
| Weitsprung       | 8,59 m (+0,4 m/s) | Iván Pedroso        | Kuba               | 7. Juli 1997   |
| Dreisprung       | 17,93 m           | Kenny Harrison      | Vereinigte Staaten | 2. Juli 1990   |
| Kugelstoßen      | 22,09 m           | Christian Cantwell  | Vereinigte Staaten | 5. August 2010 |
| Diskuswurf       | 70,02 m           | Kristjan Čeh        | Slowenien          | 30. Juni 2022  |
| Hammerwurf       | 77,06 m           | Tore Gustafsson     | Schweden           | 3. Juli 1989   |
| Speerwurf        | 90,31 m           | Anderson Peters     | Grenada            | 30. Juni 2022  |

### Frauen
| Art              | Rekord             | Athletin             | Herkunft           | Datum           |
| ---------------- | ------------------ | -------------------- | ------------------ | --------------- |
| 100 m            | 10,90 (+1,9 m/s)   | Irina Priwalowa      | Russland           | 12. Juli 1994   |
| 200 m            | 21,88 (+1,3 m/s)   | Allyson Felix        | Vereinigte Staaten | 31. Juli 2009   |
| 400 m            | 49,70              | Allyson Felix        | Vereinigte Staaten | 7. August 2007  |
| 800 m            | 1:56,28            | Rose Mary Almanza    | Kuba               | 4. Juli 2021    |
| 1500 m           | 3:57,12            | Mary Decker          | Vereinigte Staaten | 4. Juli 1983    |
| 3000 m           | 8:24,66            | Meseret Defar        | Äthiopien          | 25. Juli 2006   |
| 5000 m           | 14:12,88           | Meseret Defar        | Äthiopien          | 22. Juli 2008   |
| 10.000 m         | 31:07,34           | Meseret Defar        | Äthiopien          | 31. Juli 2009   |
| 100 m Hürden     | 12,38 (+1,3 m/s)   | Brianna McNeal       | Vereinigte Staaten | 10. Juni 2018   |
| 400 m Hürden     | 52,27 DLR          | Femke Bol            | Niederlande        | 30. Juni 2022   |
| 3000 m Hindernis | 9:04,34 min        | Hyvin Kiyeng         | Kenia              | 4. Juli 2021    |
| Hochsprung       | 2,07 m             | Blanka Vlašić        | Kroatien           | 7. August 2007  |
| Stabhochsprung   | 4,86 m             | Sandi Morris         | Vereinigte Staaten | 10. Juni 2018   |
| Weitsprung       | 7,05 m (+0,7 m/s)  | Galina Tschistjakowa | Sowjetunion        | 3. Juli 1989    |
| Dreisprung       | 14,83 m (+1,9 m/s) | Caterine Ibargüen    | Kolumbien          | 27. Juni 2003   |
| Kugelstoßen      | 20,63 m            | Nadseja Astaptschuk  | Belarus            | 5. August 2010  |
| Diskuswurf       | 68,77 m            | Sandra Perković      | Kroatien           | 17. August 2012 |
| Speerwurf        | 68,59 m            | Marija Abakumowa     | Russland           | 22. August 2013 |